# Montferrand-du-Périgord
Montferrand-du-Périgord är en kommun i departementet Dordogne i regionen Nouvelle-Aquitaine i sydvästra Frankrike. Kommunen ligger i kantonen Beaumont-du-Périgord som tillhör arrondissementet Bergerac. År 2022 hade Montferrand-du-Périgord 155 invånare.

## Befolkningsutveckling
Antalet invånare i kommunen Montferrand-du-Périgord
Referens:INSEE